# Hadriwa (Elisabethszell)
Hadriwa  war eine Einöde und ein Ortsteil der ehemaligen Gemeinde Elisabethszell im niederbayerischen Bezirksamt Bogen. Das Anwesen befand sich etwa zweihundert Meter östlich des Gipfels des 922 m hohen namensgebenden Bergs Hadriwa und gehörte zur katholischen Pfarrei Elisabethszell. Im Repertorium des topographischen Atlasblattes (1829) wird Hadriwa als Einöde bei Klingelswald mit einem Haus beschrieben. Für 1835 zählt die Matrikel des Bistums Regensburg sieben Einwohner in diesem Haus der Pfarrei Elisabethszell. Hadriwa bestand 1871 aus zwei Gebäuden, hatte vier Einwohner und drei Stück Rindvieh. Vierzehn Jahre später wurden zwei Einwohner in einem Wohngebäude gezählt. Der Ort muss nach 1900 und vor 1913 aufgegeben worden sein, da sich in der Matrikel des Bistums Regensburg von 1916 und in den Volkszählungsdaten ab 1925 keine Hinweise mehr auf den Ort finden.

## Einwohnerentwicklung
| Jahr              | 1835 | 1860 | 1861 | 1871 | 1875 | 1885 | 1900 |
| ----------------- | ---- | ---- | ---- | ---- | ---- | ---- | ---- |
| Einwohner Hadriwa | 7    | 3    | 8    | 4    | 3    | 2    | 3    |